# 圆籽荷属
圆籽荷属（学名：Apterosperma）是茶科下的一个属。该属仅有圆籽荷（Apterosperma oblata）一种，分布于中国广东。